# Matt Letley

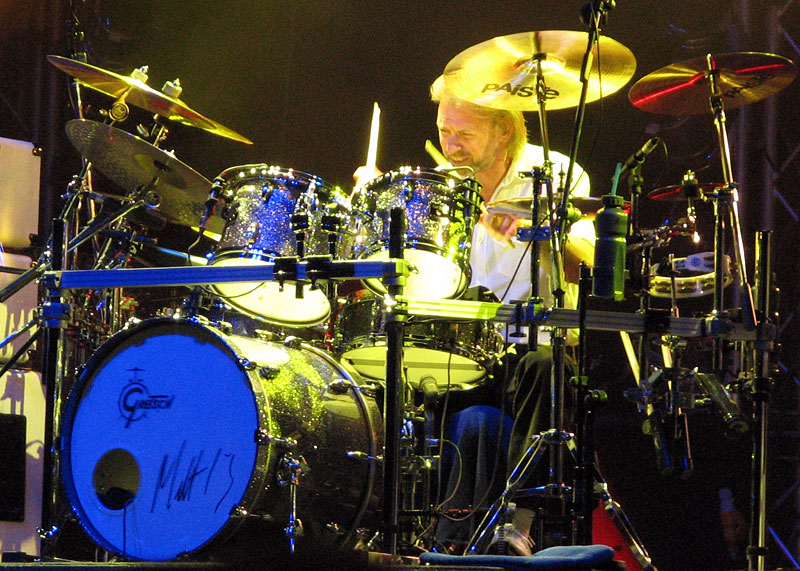
Matt Letley (2007)

Matthew Letley (* 29. März 1961 in Gillingham, Kent, Großbritannien) ist ein britischer Schlagzeuger und langjähriges Mitglied der Rockgruppe Status Quo.

## Leben
Letley begann im Alter von sechs Jahren Schlagzeug zu spielen. Mit 12 Jahren spielte er in seiner ersten Band „Sindelfingen“. Nach mehreren Jahren als Schlagzeuger in diversen Gala-Bands und beim „London Youth Jazz Orchestra“ stieß er 1978 zur Band „Flint“ und unterschrieb seinen ersten Plattenvertrag. Nach fünf Jahren, zwei Alben und unzähligen Auftritten verließ er die Band, um fortan selbständig als Studio- und Live-Schlagzeuger zu arbeiten. Er tourte unter anderem mit Kim Wilde, Bob Geldof, A-ha, David Essex, Vanessa-Mae und Hank Marvin.
Seit dem Jahr 2000 spielte Matt Letley als festes Bandmitglied bei Status Quo. Am 17. Dezember 2012 gab er jedoch bekannt, dass er die Band verlassen wird.

## Diskografie (Alben und Singles)
- Status Quo, Quid Pro Quo
- Status Quo, In Search of the Fourth Chord
- Status Quo, The Party Ain’t Over Yet
- Status Quo, XS All Areas
- Status Quo, Heavy Traffic
- Status Quo, Riffs
- Hank Marvin, At The Movies
- John ‘Rhino’ Edwards, Rhino’s Revenge
- Vanessa-Mae, Red Hot (live)
- Vanessa-Mae, Cotton Eye Joe (live)
- Michael English, The Nearest To Perfect
- Michael English, Blue Velvet
- Renauld, Marchand De Cailloux
- David Essex, Singin' The Blues
- David Essex, A Shoulder To Cry On
- Simon Darlow, Run Wild
- Simon Darlow, Hot
- Kim Wilde, Another Step (Closer To You)
- Pet Shop Boys, A Man Could Get Arrested
- 7th Heaven, Hot Fun
- Snowy White, For You
- Snowy White, Rush Hour
- Snowy White, I Can’t Let Go
- Snowy White, That Certain Thing
- Flint, A Real Fine State Of Mind
- Flint, Country Summer Days